# 瘋帽子旋轉杯
咖啡杯（英語：Mad Tea Party），是迪士尼樂園主題樂園內的一個機動遊戲項目，例如香港迪士尼樂園，它位於幻想世界區內。瘋帽子旋轉杯是一處旋轉平台，台上有18個可坐人的仿茶杯卡位，再細分成三組自轉。 遊戲機每次開動歷時一分半鐘，参予遊戲者安坐於大茶杯卡位內，欣賞外間景物旋轉，時快時慢，產生刺激娛樂效果。
其靈感來自於1951年迪士尼電影《爱丽丝梦游仙境》中瘋狂茶會的場景。

## 外部連結
- 瘋帽子旋轉杯 （页面存档备份，存于），香港迪士尼樂園
- Disneyland - Mad Tea Party （页面存档备份，存于）（英文）